# 가북면
가북면(加北面)은 대한민국 경상남도 거창군의 면이다. 거창군의 동북부에 위치, 군청소재지로부터 동북 20km지점에 위치하고 있다. 동쪽으로 합천군 가야면, 서쪽으로 주상면과 웅양면, 남쪽으로 가조면과 남하면, 북쪽으로 경상북도 김천시 증산면과 성주군 가천면이 연접하고 있다.

## 연혁
- 삼한시대는 진한과 변한의 영토였다.
- 통일신라시대에는 가소현에 속하였다.
- 고려시대 초기에는 가조현이라 칭하였다가 현종 때는 합천에 병합되었으며, 원종 때 다시 합천에서 분리되어 가조현이라 칭하였다.
- 조선시대에 가조현이 가동면과 가서면으로 분할되었다.
- 1911년 거창군 가동면에 편입되었다.
- 1914년 3월 1일 일제의 행정구역 개편 당시 북쪽에 위치한 7개 리를 분리하여 가북면이라 칭한 것이 현재에 이르고 있다.

## 행정 구역
- 몽석리
- 박암리
- 용산리
- 용암리
- 중촌리
- 해평리
- 우혜리

## 교육
- 가북초등학교 (우혜리)
  - 개금분교 (폐교)
  - 용암분교 (폐교)
- 가조중학교 가북분교 (폐교) - 가북면 가북로 627-22 (우혜리)